# Jerzy Milewski
Jerzy Milewski (Warschau, 17 september 1946 – Curitiba, 23 juni 2017) was een Pools violist, die genaturaliseerd was tot Braziliaan. Hij was bekend door zijn interpretaties van Braziliaanse populaire muziek. Ook werd hij belangrijk voor de popularisering van Poolse componisten in dat land. Hij werd vaak begeleid door zijn vrouw, de Braziliaanse pianiste Aleida Schweitzer.

## Polen
Milewski werd geboren in Warschau, in een huis dat regelmatig bezoek ontving van personen uit de muzikale wereld van die stad. Hij werd beschouwd als een wonderkind, en begon zijn vioolcarrière op zesjarige leeftijd.
Hij studeerde af aan de Muziekacademie van Warschau, en volgde ook een mastersopleiding aan dit instituut. Hij gaf uitvoeringen als solist, en als lid van het Kamerorkest van de Nationale Filharmonie van Polen. Hiermee trad hij op in Europa, Amerika en Azië. Hij ontving van de Poolse regering de Henryk Wieniawski-medaille.

## Brazilië
In 1968 leerde hij in Polen de Braziliaanse pianiste Aleida Schweitzer kennen. Hij trouwde met haar, en woonde sinds 1971 in Brazilië. Kort na aankomst liet hij zich naturaliseren tot Braziliaan.
In dat land nam hij verschillende cd's op waarin hij muziek interpreteerde van bekende Braziliaanse artiesten als Djavan en Milton Nascimento. Ook gaf hij concerten waarmee hij Poolse componisten bij het Braziliaanse publiek bekend wil maken. Vaak werd hij hierdoor begeleid door zijn vrouw, met wie hij het Milewski Duo vormt. Verder waren zijn zogenaamde "Didactische Concerten" op scholen en universiteiten erg beroemd. Ook bij jonge muzikale talenten van zeer jonge leeftijd. Milewski was ook jurylid voor internationale concoursen.
Hij maakte in 1998 en 1999 een tournee door Canada, en in 1999 en 2000 door Scandinavië.
Milewski overleed op 70-jarige leeftijd aan kanker.

## Discografie
- Meu bem querer. Djavan Instrumental
- Djavan. Sem palavras Coleção Diamantes
- Encontros e despedidas. Milton Nascimento instrumental
- Milton. Sem palavras Coleção Diamantes
- Lupinstrumental (dubbel-cd)
- Nostalgic evenings (opgenomen tijdens zijn tournee in Canada)
- Blue stone (opgenomen tijdens zijn tournee in Noorwegen)
- Paulinho da Viola. Jerzy Milewski e convidados
- Música brasileira para violino, violoncelo e piano
- Alma cigana. Milewski Swing Quartet

- MusicBrainz: ad2afe74-439d-4234-88c0-0da82317cb79
- Nationale Bibliotheek van Polen: a0000003143206
- Virtual International Authority File: 317287250